# Syston (Lincolnshire)
Syston est une paroisse civile et un village du Lincolnshire, en Angleterre.